# عبر حجة (مناخة)

تعديل مصدري - تعديل

عبر حجة هي إحدى قرى عزلة المغارب العليا بمديرية مناخة التابعة لمحافظة صنعاء، بلغ تعداد سكانها 24 نسمة حسب تعداد اليمن لعام 2004.